# 鮮水河
鮮水河（せんすいが、Xianshui、簡体字: 鲜水河, 拼音: Xiānshuǐ hé）は、中華人民共和国四川省西部を流れる川の一つで、長江水系に属する雅礱江の支流。全長680キロメートル。
源流は二つあり、北西から流れる達曲という河と、北から流れる泥曲という河がカンゼ・チベット族自治州炉霍県（タンゴ）で合流した後、鮮水河という名に変わる。東南へ道孚県を流れ、雅江県の両河口で雅礱江と合流する。支流には、紐日河などがある。
流域は高山と峡谷が織り成すチベット高原の東部であり地震が頻発しており、中国語で「鮮水河地震帯」、あるいは「鮮水河断裂帯」と呼ばれる断層帯が走る。